# Michal Kalčok
Michal Kalčok, též Kalcsók (26. září 1878 Hodruša-Hámre – ???), byl slovenský a československý politik a meziválečný senátor Národního shromáždění ČSR za Hlinkovu slovenskou ľudovou stranu, za druhé světové války předák strany etnických Slováků v Maďarsku.

## Biografie
Profesí byl obchodníkem ve Svätém Kríži nad Hronem.
V parlamentních volbách v roce 1925 získal senátorské křeslo v Národním shromáždění. V senátu setrval do roku 1929.
Za druhé světové války byl aktivní na okupovaném území Slovenska, které po první vídeňské arbitráži připadlo Maďarsku. Agitoval ve prospěch maďarské vlády. Podle historické studie o dějinách maďarské okupace jižního Slovenska to bylo proto, že vlastnil zbytkový statek v regionu Gemeru a chtěl ho tak zachránit. V květnu 1940 se ve slovenském tisku uvádí, že se Michal Kalčok stal předsedou Krajinské uherské slovenské strany, která má zastupovat etnickou slovenskou menšinu v Maďarsku. Ustavující sjezd této strany se konal 28. dubna 1940 v Budapešti (název subjektu uváděn jako Uherská slovenská křesťanská lidová strana). V pramenech je zmiňován v maďarské podobě příjmení Kalcsók. Stal se předsedou strany, jedním z místopředsedů byl další bývalý ľudácký senátor Adolf Melíšek. Kalčokova strana, i přes podporu maďarské vlády, nezískala mezi etnickými Slováky výraznější ohlas. Jejím skutečným motivem totiž byla snaha maďarských úřadů politicky a národnostně rozdělit etnické Slováky žijící od roku 1938 v hranicích Maďarska. Na východě slovenské jazykové oblasti to bylo pomocí konceptu samostatného slovjackého národa, na středním a jižním okraji slovenského etnického území to měla být právě Kalčokova politická platforma. Dominantní pozici mezi etnickými Slováky v Maďarsku si i přes to udržela skupina okolo časopisu Slovenská jednota a z něj vzešlá Strana slovenskej národnej jednoty.